# Analiza cost eficiență
Analiza cost-eficacitate (CEA) este un tip de analiză economică în care atât costul, cât și rezultatul (impact, rezultat, efect, beneficiu, câștig de sănătate...) al unei intervenții sunt evaluate și apoi exprimate sub forma unui raport cost-eficacitate. Numărătorul raportului cost-eficacitate (CE) reprezintă costul intervenției asociat cu o unitate de „rezultat”. Numitorul este unitatea rezultatului. Poate fi exprimat folosind mai multe tipuri de măsuri, inclusiv: ani de viață câștigați, ani de viață câștigați ajustați în funcție de calitate (QALY), noi diagnostice, infecții evitate și decese evitate. CEA se desfășoară de obicei pe intervenții despre care se știe că sunt eficiente.

## Explicarea conceptului

### Masuri in analiza cost-eficienta
| Media Raport cost-eficienta                   | Incrementarea Raport cost-eficienta                           |
| --------------------------------------------- | ------------------------------------------------------------- |
| Costul Net A Efectul Net B                    | (Costul Net B - Costul Net A) (Efectul Net B - Efectul Net A) |
| Costurile nete = Cost A total - Cost A evitat |                                                               |

Măsura sumară în analiza cost-eficacității este raportul dintre net costurile programatice împărțite la efectele nete ale programului.  Costurile programatice sunt costurile programului minus costul bolii evitate de program.
Raportul cost-eficacitate poate fi o medie.  Se evaluează o intervenție la un moment dat în termeni de costuri nete împărțite la efectele nete.
Două sau mai multe programe care afectează același rezultat de sănătate pot fi comparate în termenii costurilor nete incrementale ale unui program comparativ cu altul, împărțiți la efectele nete incrementale ale unui program comparativ cu altul.

### Rezultatele analizei cost-eficiență
Rezultatele sau efectele incluse în analiza cost-eficacitate pot fi îngust sau larg definite, deși pentru deciziile de politică publică, definiții ample sunt preferate.
Efectele definite restrâns le includ pe cele care sunt de natură intermediară și care pot să fie mai ușor de surprins, cum ar fi creșterea sau scăderea imediată a activității fizice în tensiunea arterială asociată cu o intervenție de hipertensiune arterială.Cu toate acestea, efectele mai larg definite sunt cele care sunt mai finale și mai departe eliminate, cum ar fi cazurile de boli de inimă prevenite, vieți salvate sau ani de viață salvați.
Aceste rezultate generale sunt mai atrăgătoare în ceea ce privește obiectivele de eficacitate pentru a intervenția hipertensiunii arteriale.  Cu toate acestea, este posibil să aveți doar rezultate intermediare.
| Rezultate intermediare       | Reziltate finale                  |
| ---------------------------- | --------------------------------- |
| Activitate fizică crescută   | Cazuri de boli de inimă prevenite |
| Scăderea tensiunii alteriale | Ani de viață salvați              |

### Evaluarea si Interpretarea rezultatelor analizei
În cazul în care  măsurile sumare sunt obiective, analiza rentabilității are ca rezultat o măsură sumară subiectivă. 
Factorul de decizie trebuie să stabilească în continuare pragul sub care o intervenție este considerată rentabilă și peste care o intervenție nu este considerată rentabilă. 

### Raport cost eficiență
Raportul cost-eficacitate se bazează pe existența unor intervale în care o intervenție este în mod clar o valoare bună și alte intervale în care o intervenție nu este în mod cert o valoare bună. Este definit ca raportul care necesită o anumită subiectivitate din partea factorilor de decizie.

### Exemplu Metoda de certere Daly
Dezvoltat pentru a cuantifica povara bolii și dizabilităților.
• Aplicații:
– Folosit în principal pentru estimarea poverii bolii și a vătămărilor.
– Majoritatea CUA-urilor din SUA;  Europa folosește QALY.
– CUA din țările cu resurse sărace utilizează DALY datorită World
Îndrumări ale băncii și ale OMS.
• Greutăți DALY:
– Scala inversată: 0 = sănătate, 1 = moarte.
– Estimată pentru boli sau răni și sechele invalidante.
– Pe baza preferințelor experților, nu ale persoanelor fizice

Anii de viață ajustați în funcție de dizabilități sunt o altă măsură de rezultat care poate fi utilizată analiza cost-utilitate.
Anii de viață ajustați în funcție de dizabilități au fost dezvoltați în comunitatea internațională în primul rând pentru a măsura povara bolilor și a vătămărilor și pentru a putea face comparabile estimări ale acestor măsuri de sarcină în diferite țări.
Ponderile anului de viață ajustate în funcție de dizabilități sunt ușor diferite de cele de calitate, ponderi ajustate ale anului de viață, cu o scală inversată de 0 referitor la sănătatea perfectă sau fără dizabilități, iar 1 se referă la deces sau 100% cu handicap..
| Rang   | Cauza a                  | Daly(%)     | YLD(%)   | YLL(%)      | Deces(5)  |
| ------ | ------------------------ | ----------- | -------- | ----------- | --------- |
| 1      | Boala cardiacă ischemică | 1,958(11.0) | 152(2.1) | 1,806(17.2) | 287(24.7) |
| 2      | Accidente rutiere        | 934(5.2)    | 233(3.2) | 701(6.7)    | 29(2.5)   |
| 3      | Trahee pulmonară         | 813(4.6)    | 35(0.5)  | 778(7.4)    | 103(8.8)  |
| 4      | HIV/SIDA                 |             | 189(2.6) | 575(5.5)    | 25(2.2)   |
| 5      | Consumul de alcool       | 732(4.1)    | 651(8.9) | 81(0.8)     | 5(0.4)    |
| ...... |                          |             |          |             |           |
| 16     | Astm                     | 303(1.7)    | 273(3.7) | 30(0.3)     | 2(0.2)    |

Anii de viață ajustați în funcție de dizabilități sunt obținuți din estimările anilor de viață pierduți,care este o măsură comună pentru a măsura povara bolii la nivel internațional și anii a vieții trăite cu un handicap.  Este în esență același lucru cu viața ajustată la calitate ani în care speranța de viață, în ani de viață, este ajustată pentru numărul de ani de viață cu un handicap.
Ponderile anilor de viață ajustate în funcție de dizabilități sunt derivate diferit de cele ajustate în funcție de calitate greutățile anului de viață.  În loc să utilizați jocul de noroc standard, schimbul de timp sau evaluarea abordării la scară cu un eșantion de populație generală, experții sunt rugați să schimbe un număr de oameni de menținut în viață cu anumite condiții.

Rezultatele cercetării :
DALY = ani de viață ajustați
YLD = ani pierduți din cauza handicapului
YLL = ani de viață pierduți

Într-o listă cu primele 16 cauze principale ale anilor de viață ajustați în funcție de dizabilități pentru bărbați în Statele Unite ale Americii în 1996, boala cardiacă ischemică este pe primul loc în categoria dizabilități- ani de viață ajustați și ani de viață pierduți.  Dar dacă te uiți la anii de viață trăiți cu o dizabilitate, alte 12 cauze se situează mai sus, urmând consumul de alcool și osteoartrita în partea de sus.

## Puncte tari și puncte slabe

### Avantajele ACE
- Comparativ cu ACB, ACE este utilizată atunci când beneficiile sociale și de mediu și costurile sunt dificil de monetizat; utilizarea ACE nu necesită exprimarea beneficiilor în termeni monetari; acest lucru face ACE mai puțin costisitoare decât ACB și mai ușor de evaluat.
- ACE este cel mai bine folosită pentru a decide care alternativă maximizează beneficiile (exprimate în termeni fizici), pentru aceleași costuri sau, invers, care minimizează costurile pentru același obiectiv. Raportul cost-eficacitate permite proiectelor să fie comparate și clasificate în funcție de costurile necesare pentru realizarea obiectivelor stabilite.

### Punctele slabe ale ACE
- Având în vedere că obiectivele nu pot fi transformate într-o unitate monetară sau de cont comună, ACE nu poate fi folosită pentru a decide cu privire la un proiect luat în considerare separat, și nici de a decide care dintre cele două proiecte este mai profitabil sau ar aduce rezultate mai bune în contexte diferite.
- Utilizarea ACE ca alternativă la ACB este puternic limitată: ACE nu poate fi utilizată în scopul de a evalua / aprecia un anumit proiect: chiar dacă proiectul este foarte eficace în realizarea obiectivelor sale, acesta poate fi relativ ineficient și obiectivele ar putea fi îndeplinite cu mai puține resurse în cazul în care ar fi fost adoptată o abordare alternativă.
- ACE nu este utilă în analiza financiară, aceasta nu furnizează informații cu privire la rentabilitatea financiară a unui proiect.
- ACE singură nu este suficientă pentru a justifica un proiect, chiar dacă furnizează informații în scopul de a selecta o opțiune, aceasta nu prevede nimic cu privire la sustenabilitatea financiară a proiectului / alternativei selectate. În cele mai multe cazuri este aplicată la proiecte care nu generează venituri (de asistență medicală, de educație, proiecte de mediu care vizează conformarea cu norme și regulamente obligatorii).

## Concluzii
- Evaluarea economică este valoroasă pentru luarea deciziilor și pentru stabilirea politicii în domeniul sănătății.

- Evaluarea economică este atât artă, cât și știință.

- Evaluarea economică poate contribui la prioritizarea resurselor.

- Pentru cercetătorii în domeniul sănătății publice și al prevenirii, aceasta este o componentă importantă a evaluării programului.